# Puccinia achnatheri-sibirici
Puccinia achnatheri-sibirici ist eine Ständerpilzart aus der Ordnung der Rostpilze (Pucciniales). Der Pilz ist ein Endoparasit des Süßgrases Stipa sibirica. Symptome des Befalls durch die Art sind Rostflecken und Pusteln auf den Blattoberflächen der Wirtspflanzen. Sie kommt in China vor.

## Merkmale

### Makroskopische Merkmale
Puccinia achnatheri-sibirici ist mit bloßem Auge nur anhand der auf der Oberfläche des Wirtes hervortretenden Sporenlager zu erkennen. Sie wachsen in Nestern, die als gelbliche bis braune Flecken und Pusteln auf den Blattoberflächen erscheinen.

### Mikroskopische Merkmale
Das Myzel von Puccinia achnatheri-sibirici wächst wie bei allen Puccinia-Arten interzellulär und bildet Saugfäden, die in das Speichergewebe des Wirtes wachsen. Aecien oder Spermogonien der Art sind nicht bekannt, gleiches gilt für Uredien des Pilzes oder seine Uredosporen. Die beid-, meist aber blattunterseitig und auf Hüllrohren wachsenden Telien der Art sind schwärzlich, pulverig und eine gewisse Zeit lang bedeckt. Die gelbbraunen Teliosporen sind zweizellig, länglich bis lang keulenförmig und 35–58 × 15–20 µm groß. Ihre Stiele sind bräunlich und kurz.

## Verbreitung
Das bekannte Verbreitungsgebiet von Puccinia achnatheri-sibirici umfasst die chinesischen Provinzen Heilongjiang und Henan.

## Ökologie
Die Wirtspflanze von Puccinia achnatheri-sibirici ist Stipa sibirica. Der Pilz ernährt sich von den im Speichergewebe der Pflanzen vorhandenen Nährstoffen, seine Sporenlager brechen später durch die Blattoberfläche und setzen Sporen frei. Die Art verfügt über einen Entwicklungszyklus, von dem bislang lediglich Telien sowie deren Wirt bekannt sind; Uredien, Spermogonien und Aecien konnten dem Pilz nicht zugeordnet werden.